# 戈爾蒂耶尼

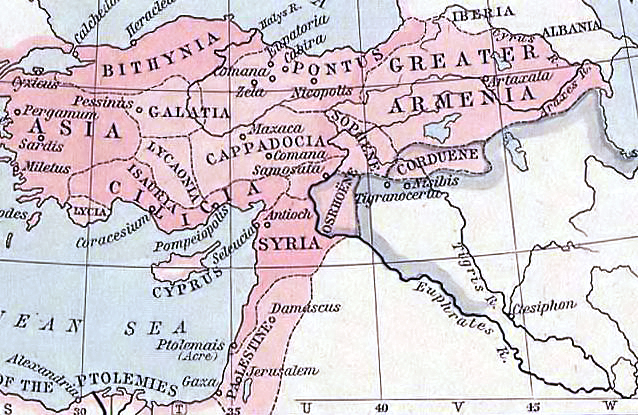
公元前60年的戈爾蒂耶尼王国

戈爾蒂耶尼（羅馬化：Korchayk’，羅馬化：Kartigini）是一个历史地区，它位于凡湖以南，即現今土耳其的东部。戈爾蒂耶尼當地曾經有一個小附庸国。 塞琉古帝国衰落後，戈爾蒂耶尼王國一度崛起，後來成為羅馬帝國的一部分。